# Comuna de Starcza
Starcza (polaco: Gmina Starcza) é uma gminy (comuna) na Polónia, na voivodia de Silésia e no condado de Częstochowa. A sede do condado é a cidade de Starcza.
De acordo com os censos de 2004, a comuna tem 2720 habitantes, com uma densidade 135,3 hab/km².

## Área
Estende-se por uma área de 20,1 km², incluindo:
- área agrícola: 83%
- área florestal: 10%

## Demografia
Dados de 30 de Junho de 2004:
|                      | Total   | Total | Mulheres | Mulheres | Homens  | Homens |
| -------------------- | ------- | ----- | -------- | -------- | ------- | ------ |
|                      | pessoas | %     | pessoas  | %        | pessoas | %      |
| População            | 2720    | 100   | 1378     | 50,7     | 1342    | 49,3   |
| Densidade (pop./km²) | 135,3   | 100   | 68,6     | 68,6     | 66,8    | 66,8   |

De acordo com dados de 2002, o rendimento médio per capita ascendia a 1648,71 zł.

## Subdivisões
- Klepaczka, Łysiec, Rudnik Mały, Starcza, Własna.

## Comunas vizinhas
- Kamienica Polska, Konopiska, Poczesna, Woźniki